# Beratdistriktet
Beratis distrikt (albanska: Rrethi i Beratit) var ett av Albaniens 36 distrikt. Det hade ett invånarantal på 118 272 i början av 2008 och en area av 939 km². Distriktet var centralt belägen i Albanien, och dess centralort var Berati. Andra städer i det här distriktet var Ura Vajgurore.

## Kommuner
Distriktet omfattade tolv kommuner:
- Berat
- Cukalat
- Kutalli
- Lumas
- Otllak
- Poshnjë
- Roshnik
- Sinjë
- Tërpan
- Ura Vajgurore
- Velabisht
- Vërtop